# 許諾輝
許諾輝，大頭仔（1980年2月4日—）是有線球彩台開台主持之一，也是香港首位在幕前擔任足球博彩分析的球評人。
大頭仔於2003年進入香港有線電視為十八台主持全港首個足球博彩節目足智多謀， 翌年球彩台於2004年8月13日開台，順理成章轉至球彩台工作。
2004年曾主持足智Euro節目，為首個大形國際賽事作心水推介。同年並於球彩台開始擔任節目主持及現場賽事評述。
曾是香港兩本波盤雜誌主編及主筆，也曾主持資訊聆熱線，創下全港收聽率最高記錄。

## 過往學歷
幼稚園： 方方樂趣幼稚園
小學： 浸信會呂明才小學 (1986-1992)
中學： 五旬節林漢光中學 (1992-1995)
中學： 佛教慧遠中學 (1995-1997)

## 參與工作
香港蘋果日報 (1998 - 1999)
於馬經版資料組任職
馬聖 (1999)
任職資料搜集員
奪標 (1999 - 2001)
任兼職撰稿員
伊索資訊 (1999 - 2007)
曾主持資訊聆熱線多年，網站管理員，伊索波盤主編(2004 - 2006)
金裝波盤 (2001 - 2006)
波盤主筆
香港有線電視 (2003 - 現時)
18台節目主持 （2003-2004) 曾與 林祖輝主持全港首個足球博彩節目足智多謀，在2004年6月與梁禮勤主持足智EURO。
球彩台節目主持 （2004-現時）曾評述英超、德甲、西甲、意甲、澳職、歐聯、歐協、歐霸、06世界盃、10世界盃、05及09年洲際盃、07年美洲國家盃及世青盃。
DBC數碼電台 (2011 - 2012)
節目：足球龍門陣．越洋賽馬直擊．傾國傾城